# Cantó de Cormeilles
El cantó de Cormeilles és un cantó francès del departament de l'Eure, situat al districte de Bernay. Té 11 municipis i el cap es Cormeilles.

## Municipis
- Asnières
- Bailleul-la-Vallée
- Le Bois-Hellain
- La Chapelle-Bayvel
- Cormeilles
- Épaignes
- Fresne-Cauverville
- Morainville-Jouveaux
- Saint-Pierre-de-Cormeilles
- Saint-Siméon
- Saint-Sylvestre-de-Cormeilles

## Història
| Data d'elecció                           | Identitat        | Partit                     | Qualitat |
| ---------------------------------------- | ---------------- | -------------------------- | -------- |
| 1945-19..                                | M. Thiron        | RPF, després Divers droite |          |
| 19..-1967                                | M. Letellier     | Divers droite              |          |
| 1967-1973                                | M. Thiron        | Divers droite              |          |
| 1973-1979                                | M. Beckaert      | Divers droite              |          |
| 1979-1992                                | François Thoiron | UDF                        |          |
| 1992-2004                                | Hervé Morin      | UDF                        |          |
| 2004-2011                                | Myrtil Viquesnel | Divers droite              |          |
| 2011-                                    | Hervé Morin      | NC                         |          |
| les dades anteriors no són pas conegudes |                  |                            |          |
|                                          |                  |                            |          |

## Demografia
| A partir de 1990: Població sense dobles comptes |